# Marie Hedemark
Marie Hedemark (Christiania, 24 maart 1873 – aldaar 8 augustus 1959 was een Noors zangeres en actrice. In verband met het ontbreken van een geschikte concertzaal of operahuis werden beide beroepen destijds vaak gecombineerd. Haar stemvoering was sopraan.
Elise Marie Olsen Heidenstrøm werd geboren in het gezin van Johan Martin Olsen en Severine Mathilde Olsen Heidenstrøm en had nog minstens één broer (Karl Kristian) en twee zussen (Olida Christine en Sigrid Alette Olava). Ze was getrouwd met tenor/acteur Hans Ingi Hedemark.
Haar carrière kwam pas laat op gang. Ze zong af en toe met haar man mee, maar opvallend is dat haar carrière eigenlijk begon, toen die van haar man eindigde. In 1917 speelde ze mee in het toneelstuk Kong Midas, van Gunnar Heiberg dat toen werd opgevoerd in het Centraltheatret in Oslo. Haar filmdebuut kwam (pas) in 1926 in Vägarnas kung. In 1938 speelde ze haar laatste filmrol, haar toneelloopbaan was een paar jaar eerder al geëindigd in Det Nye Theater in Oslo
Films:
- Film in 1926: Vägarnas kung
- Film in 1931: Det stora barndopet
- Film in 1932: Prinsessen som ingen kunne målbinde (korte film)
- Film in 1932: Fantegutten
- Film in 1932: Lalla vinner!
- Film in 1937: To levende og en død
- Film in 1938: Ungen
- Film in 1938: Bør Børson jr.